# Kim Woo-bin
Dans ce nom coréen, le nom de famille, Kim, précède le nom personnel.
Pour les articles homonymes, voir Kim.
Kim Woo-bin est un acteur et mannequin sud-coréen, né le 16 juillet 1989 à Séoul.

## Biographie
Kim Woo-bin débute dans le milieu artistique en tant que mannequin dans le prêt-à-porter en 2009, et poursuit ce chemin en participant aux défilés de la Semaine des défilés (Seoul Fashion Week).
Il commence sa carrière d'acteur en 2011 avec la série télévisée White Christmas (드라마 스페셜 - 화이트 크리스마스) et apparaît dans la sitcom Vampire Idol (드라마 스페셜 - 큐피드 팩토리) dans la même année,. Après un rôle récurrent dans la série A Gentleman's Dignity (신사의 품격) en 2012, Woo-bin rejoint la série pour adolescents School 2013 (학교 2013),. En 2013, il est sélectionné pour interpréter le rôle de Choi Young-do dans la série The Heirs (상속자들), aux côtés de Lee Min Ho et Park Shin-hye.
Son premier rôle au cinéma fut dans le film Friend 2 (친구2) réalisé par Kwak Kyung-taek (2013),.
Par ailleurs, il a été présentateur de l'émission M! Countdown du 15 août 2013, au 13 février 2014.
Il est en couple avec l'actrice et mannequin sud-coréenne Sin Min-ah depuis mai 2015.
Le 24 mai 2017, SidusHQ (iHQ), divulgue un communiqué officiel annonçant que Kim Woo-bin est atteint d'un cancer du nasopharynx.

## Filmographie

### Séries télévisées
- 2011 : White Christmas (드라마 스페셜 - 화이트 크리스마스) : Kang Mi-reu
- 2011 : Cupid Factory (드라마 스페셜 - 큐피드 팩토리) : Roy
- 2011 : Vampire Idol (뱀파이어 아이돌) : Woo-bin
- 2012 : A Gentleman's Dignity (신사의 품격) : Kim Dong-hyub
- 2012 : To the Beautiful You (아름다운 그대에게) : John Kim (épisodes 9 et 10)[14]
- 2013 : School 2013 (학교 2013) : Park Heung-soo
- 2013 : The Heirs (상속자들) : Choi Young-do
- 2016 : Uncontrollably Fond (함부로 애틋하게) : Shin Joon-young
- 2022 : Our blues (우리들의 블루스) : Park Jeong Jun
- 2023 : Black Knight (택배기사) : 5-8, transporteur

### Films
- 2012 : Runway Cop (차형사) de Sin Tae-ra : lui-même (caméo)
- 2013 : Friend 2 (친구2) de Kwak Gyeong-taek : Choi Seong-hoon
- 2014 : The Con Artists (기술자들) de Kim Hong-Sun : Ji-Hyeok
- 2015 : Twenty (스물) de Lee Byung-hun : Chi-Ho
- 2016 : Master (마스터) de Cho Ui-seok : Park Jang-goon
- 2022 : Alienoid : Les Protecteurs du futur (외계+인 1부) de Choi Dong-hoon : le Gardien
- 2024 : Profession ceinture noire (Officer Black Belt) : Lee Jung-do

## Distinctions

### Récompenses
- Asia Model Festival Awards 2013 : Prix de la nouvelle star
- 2nd APAN Star Awards 2013 : Meilleur nouvel acteur (School 2013)

### Sources
- (en) Cet article est partiellement ou en totalité issu de l’article de Wikipédia en anglais intitulé « Kim Woo-bin » (voir la liste des auteurs).